# 田儀駅
田儀駅（たぎえき）は、島根県出雲市多伎町口田儀にある、西日本旅客鉄道（JR西日本）山陰本線の駅である。
現在は当駅構内から出雲市寄りが米子支社直轄区間（隣の波根駅からは同支社浜田鉄道部管理区間）となっている。

## 歴史
- 1915年（大正4年）7月11日：鉄道院山陰本線小田駅 - 石見大田駅（現・大田市駅）間延伸時に開設[1]。客貨取扱開始[1]。
- 1962年（昭和37年）10月1日：貨物取扱廃止[1]。
- 1977年（昭和52年）6月20日：荷物扱い廃止[2]、簡易委託駅化[3]。
- 1987年（昭和62年）4月1日：国鉄分割民営化に伴い、西日本旅客鉄道（JR西日本）の駅となる[1]。同時に有人駅化[4]
- 1990年（平成2年）3月10日：再度無人駅化[4][5]。
- 2005年（平成17年）3月16日：町営バス（現、多伎循環バス）ターミナル及び公園施設と一体化した新駅舎竣工。
- 2016年（平成28年）
  - 1月30日：駅構内に土砂が流入、山側2番線が使用出来なくなる。このため、本来当駅で行われる予定だった列車交換を、別の駅で行うための修正が必要となり、ダイヤが大きく変更される事態となった[6]。
  - 7月30日：2番線使用再開。本来のダイヤに復帰[7]。

## 駅構造

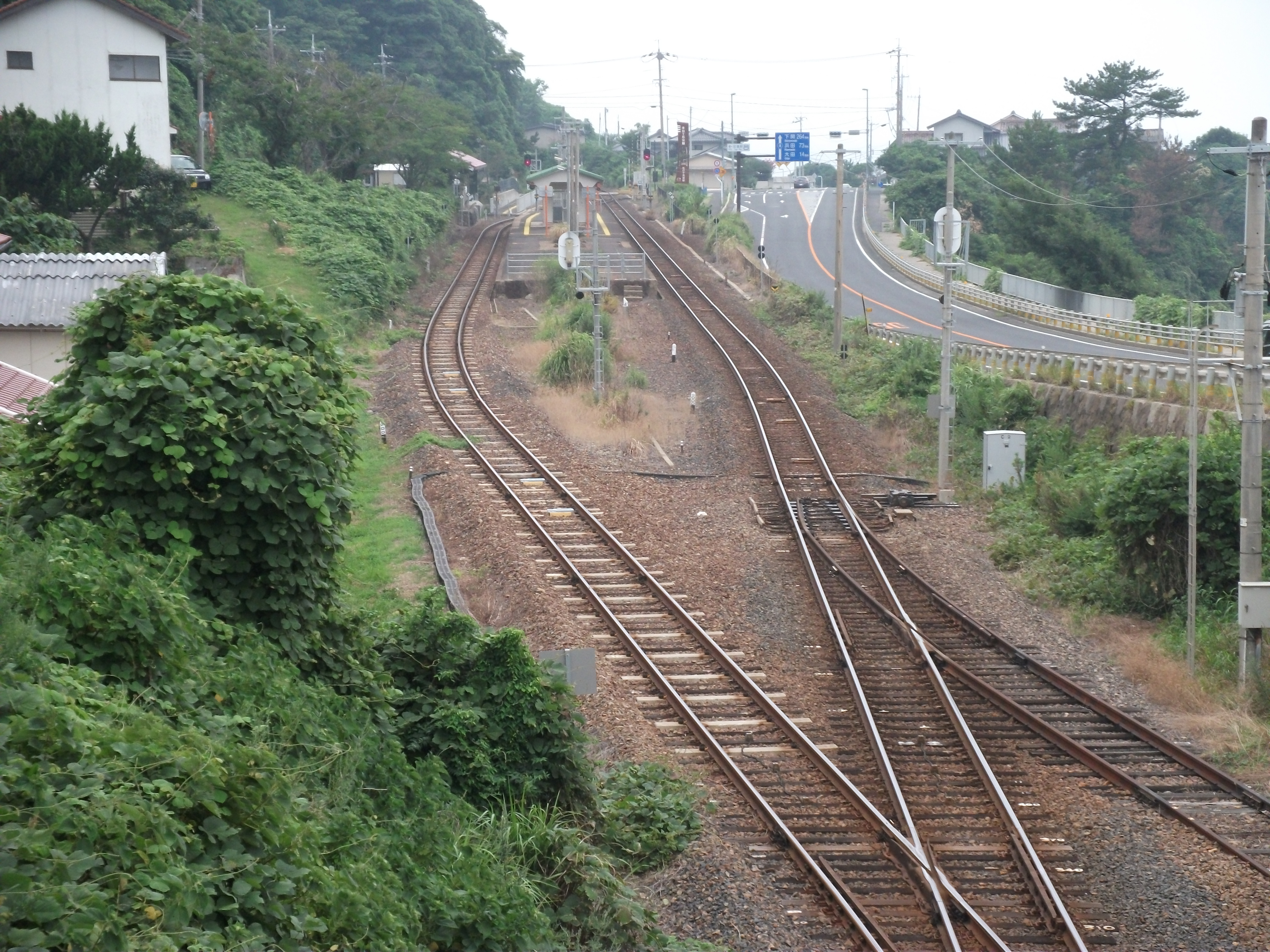
構内（2013年7月）

島式ホーム1面2線を有する列車交換可能な地上駅。ホーム上に待合室がある。駅舎側1番のりばを上下副本線、海側2番のりばを上下本線とした1線スルー構造（制限速度100km/h）である。木造駅舎を備える。
2005年に改装された駅舎は、陸側益田寄りにあり、ホームへは構内踏切で連絡している。
松江駅管理の無人駅。最近までホーム上に乗車駅証明書発行機が設置されていたが、撤去されている。

### のりば
| のりば | 路線     | 方向 | 行先             |
| ------ | -------- | ---- | ---------------- |
| 1・2   | 山陰本線 | 上り | 出雲市・松江方面 |
| 1・2   | 山陰本線 | 下り | 大田市・江津方面 |

付記事項
- 通過列車及び行違いを行わない停車列車は上下線共に2番のりばを通る。
- 反対方向からの通過列車と行き違いを行う停車列車は、上下線共に1番のりばに停車する。
- 停車列車同士の行違いの場合は、大田市方面行（下り）が1番のりば、出雲市方面行（上り）が2番のりばに入る。
- なお、列車運転指令上の番線番号は、2番のりばの方が「1番線」となっており、旅客案内上ののりば番号とは逆となっている。

## 利用状況
2022年度の1日平均乗車人員は29人である。2004年度]は59人、1994年度は97人、1984年度は122人だった。
近年の1日平均乗車人員の推移は以下の通り。
| 乗車人員推移 | 乗車人員推移 |
| 年度         | 1日平均人数  |
| ------------ | ------------ |
| 1999         | 90           |
| 2000         | 80           |
| 2001         | 77           |
| 2002         | 60           |
| 2003         | 56           |
| 2004         | 59           |
| 2005         | 54           |
| 2006         | 62           |
| 2007         | 64           |
| 2008         | 57           |
| 2009         | 52           |
| 2010         | 48           |
| 2011         | 56           |
| 2012         | 55           |
| 2013         | 51           |
| 2014         | 53           |
| 2015         | 54           |
| 2016         | 48           |
| 2017         | 40           |
| 2018         | 34           |
| 2019         | 32           |
| 2020         | 30           |
| 2021         | 30           |
| 2022         | 29           |

## 駅周辺
国道を挟んですぐ前に海が広がる。その反対側には手引ヶ丘公園がある。
- 手引ヶ丘公園
  - 風の子楽習館
- 田儀海水浴場
- 手引ヶ浦台場公園
- 国道9号
- 多伎循環バス（出雲市）「田儀駅前」停留所

## その他
- この田儀駅と次の小田駅との間は撮影名所として知られ、多くの鉄道雑誌で同区間の列車写真が使用されている。なお、キハ181系の山陰地方引退時に発売された記念オレンジカードの写真もこの区間である。
- 1972年10月2日 - 1984年1月31日まで当時、国鉄長距離普通列車「824列車」（門司発福知山行）と「831列車」（豊岡発門司行）が行違いする駅だった。

## 隣の駅
西日本旅客鉄道（JR西日本）
 山陰本線
小田駅 - 田儀駅 - 波根駅

#### 統計資料
1. ↑  “島根県統計書”. しまね統計情報データベース.   島根県政策企画局. 2025年2月4日閲覧。